# Itaguari
Itaguari es un municipio brasilero del estado de Goiás. Fundada por Pedro Procopio, su población estimada en 2007 era de 4.254 habitantes.

## Historia
Fue fundada por Pedro Procopio el 16 de agosto de 1946 y su independencia municipal comenzó con la creación del Distrito denominado Itaguari, por la ley estatal nº 7483, del 2 de diciembre de 1971, subordinado al municipio de Taquaral de Goiás. Fue elevado a la categoría de municipio con la denominación de Itaguari, por la ley estatal nº10400, del 30 de diciembre de 1987, separado de Taquaral de Goiás. Sede en el antiguo distrito de Itaguari constituido como sede del distrito el 1 de enero de 1989. Teniendo como primer prefecto Ramiô Rodrigues da Silva electo el 15 de noviembre de 1988.

## Geografía
Ríos que bañan el municipio: río Sucuri, el cual desagua en el río Uru, que forma parte de la Cuenca Hidrográfica del Río Tocantins.
Este Municipio está en el entrecruce de dos carreteras. Siendo la primera la BR-070 y a segunda la GO-154.
La distancia de Goiânia, Capital del estado de Goiás es de 90 km. Tiene como municipios circunvizinhos: Itaberaí, Jaraguá, Taquaral de Goiás y Itaguaru.
El municipio tiene como territorio el área desmembrada del municipio de Taquaral de Goiás.